# Турский грош

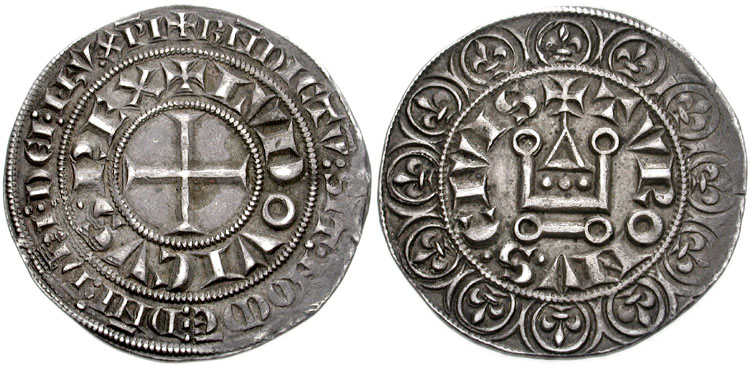
Турский грош 1266 года

Турский грош (фр. gros tournois) — французская средневековая серебряная монета. Также встречаются названия «гро турнуа» и «турноза». Во Франции чеканилась с 1266 по 1352 год. Турские гроши получили широкое распространение и оказали сильное влияние на денежное обращение средневековой Европы. В Англии, как подражание турскому грошу, в 1279 году появился гроут, в 1300 году в Чехии — пражские гроши, в 1302 году в Нидерландах — гроот.
В государствах области нижнего Везера (в частности Бремене) гротен изначально являлся счётной единицей, эквивалентной гро турнуа. Монета с обозначением номинала в гротенах была впервые отчеканена в 1423 году.

## Появление и история обращения

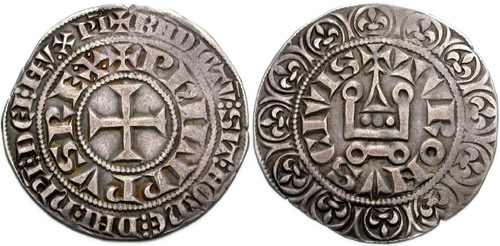
Турский грош второй половины XIII столетия

Впервые был отчеканен 15 августа 1266 года в городе Тур во время правления короля Людовика IX. Прообразом турского гроша являются монеты города Акра, с которыми французский король познакомился во время седьмого крестового похода. Аверс монеты содержал символ города (часовня или городские ворота), круговая надпись «TURONUS CIVIS» и 12 лилий по краю монеты. В центре реверса располагался крест с внутренней круговой надписью — именем сюзерена и внешней — «Benedictum sit nomen domini nostri Jesu Christi» (рус. Да будет благословенно имя Господа Бога нашего, Иисуса Христа). Из одной французской марки (244,752 г) 23-каратного серебра следовало выпускать 58 турских грошей. Таким образом данная монета содержала 4,04 г чистого серебра при общем весе 4,22 г.
Турский грош был равен 12 турским денье или 1/20 ливра. При Филиппе IV (1285—1314) чеканили монеты в ½ и 1/3 турского гроша. Монеты номиналом в ½ и 1⁄3 турского гроша получили название maille demie (май или турский парвус) и maille tierce соответственно. В описываемое время стоимость турского гроша была повышена до 15 денье. При наследниках Филиппа IV содержание серебра в монете снижалось. При Филиппе V (1316—1322) из марки серебра чеканили 59 1/6 данных денежных единиц (вес 4,137 г), при Филиппе VI (1328—1350) — 60 (вес 4,08 г), при Карле V (1364—1380) — 96 (вес 2,55 г). При Филиппе VI на парижском монетном дворе был налажен выпуск эквивалентных по стоимости турским парижских грошей. С 1352 года для покрытия расходов на войну с англичанами стали выпускать низкопробные биллонные монеты, получившие название бланов.

## Влияние на денежное обращение Европы

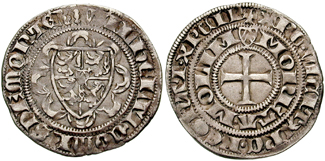
Турноза Вильгельма II фон Берг

Начав чеканку турских грошей Франция положила начало распространению крупной серебряной монеты, необходимость в которой была вызвана развитием торговли. Данные монеты содержали большее количество благородного металла по сравнению с распространёнными на тот момент итальянскими «гроссо», чей вес составлял 3 г.
Изначально, в связи с недостатком серебра, в Средние века новая монета перевыпускалась из старой, изношенной. Процесс перевыпуска сопровождался хоть и небольшим, но постоянным снижением пробы и веса. Вес средневекового серебряного денария, который в германских государствах получил название «пфеннига», постоянно уменьшался, в то время как диаметр оставался неизменным. Кружок монеты стал настолько тонким, что изображения аверса и реверса проступали на противоположных сторонах, тем самым искажая друг друга. Такие монеты носят название полубрактеата, или «лёгкого пфеннига». После начала крестовых походов в Европу стали поступать большие объёмы благородных металлов. Серебряные денарии перестали отвечать потребностям бурно развивающейся торговли. Всё это способствовало широкому распространению полновесных турских грошей и появлению множества их подражаний.
Первым подражанием турскому грошу в странах центральной Европы стали чешские монеты, которые начали чеканить на монетном дворе Кутна Горы в 1300 году при короле Вацлаве II, получившие название пражских грошей. В 1303 году в Неаполитанском королевстве стали чеканить сходные гро турнуа карлино. В 1338 году подобные монеты были выпущены в Майсене, а затем их чеканка была налажена и в других немецких городах. Немецкое обозначение турского гроша, как «grosus Turonus» привело к появлению названий «Turnosgroschen», «Turnose» и «Groschen». Обозначение «турноза» встречается вплоть до второй половины XVII столетия.
В Англии, как подражание турскому грошу, в 1279 году появился гроут, в 1302 году в Нидерландах — гроот. В государствах области нижнего Везера (в частности Бремене) гротен изначально являлся счётной единицей эквивалентной гро турнуа. Монета с обозначением номинала в гротенах была впервые отчеканена в 1423 году.